# AUKUS
AUKUS – porozumienie między Australią, Wielką Brytanią i Stanami Zjednoczonymi w zakresie wymiany technologii obronnych, obejmujące m.in. współpracę przy tworzeniu australijskiej floty okrętów podwodnych z napędem jądrowym, ogłoszone 15 września 2021.

## Współpraca
Jednym z kluczowych elementów nowej współpracy ma być zbudowanie przez Australię okrętów podwodnych o napędzie atomowym
, a także zakup taktycznych pocisków manewrujących średniego zasięgu BGM-109 Tomahawk (o zasięgu 1850 km) dla swoich niszczycieli typu Hobart, taktycznych lotniczych pocisków manewrujących o obniżonej wykrywalności AGM-158B JASSM-ER (o zasięgu 925 km) oraz taktycznych lotniczych pocisków przeciwokrętowych o obniżonej wykrywalności AGM-158C LRASM dla swoich myśliwców F/A-18 i F-35.
Pierwotnie, w celu zastąpienia okrętów podwodnych typu Collins, Australia planowała zakup 12 okrętów podwodnych typu Attack od Francji. Miały to być okręty oparte na projekcie okrętów podwodnych typu Barracuda z przerobionym napędem z jądrowego na napęd hybrydowy (diesel i elektryczny). W 2021 roku, w związku z nowym porozumieniem militarnym AUKUS i zmianą koncepcji napędu planowanych okrętów podwodnych, zrezygnowano z tego projektu. Co prawda, oryginalne francuskie okręty dysponowały napędem jądrowym, lecz zrezygnowano z ich zakupu ze względu na problematyczny napęd jądrowy, który trzeba serwisować co 10 lat, w porównaniu do rozwiązań amerykańskich i brytyjskich, których napędy atomowe działają bez serwisowania przez cały okres użytkowania okrętu. Wycofanie się Australii z zakupu francuskich okrętów wywołało krytykę ze strony Francji.
Współpraca ma również dotyczyć budowy pocisków hipersonicznych o kryptonimie SCIFiRE budowanych przez Stany Zjednoczone i Australię. Tuż przed podpisaniem współpracy AUKUS, Australia dołączyła do amerykańskiego projektu nowego rakietowego pocisku balistycznego dalekiego zasięgu o kryptonimie PrSM, jak również rozpoczęła produkcję niewykrywalnych bezzałogowych pojazdów latających Boeing Airpower Teaming System z elementami sztucznej inteligencji, które mają wspierać istniejącą już flotę myśliwców 5 generacji F-35. Plany dotyczą także zainwestowania 1 miliarda dolarów dla australijskich przedsiębiorstw zbrojeniowych, by mogły produkować nowoczesne produkty zbrojeniowe w samej Australii.